# Dunipace
Dunipace är en ort i Storbritannien.   Den ligger i kommunen Falkirk och riksdelen Skottland, i den centrala delen av landet, 600 km nordväst om huvudstaden London. Dunipace ligger 44 meter över havet och antalet invånare är 2 428.
Terrängen runt Dunipace är platt österut, men västerut är den kuperad. Runt Dunipace är det ganska tätbefolkat, med 80 invånare per kvadratkilometer. Närmaste större samhälle är Cumbernauld, 10,1 km sydväst om Dunipace. I omgivningarna runt Dunipace växer i huvudsak blandskog.